# Tauplitzsee
Der Tauplitzsee ist ein kleiner Bergsee auf der Tauplitzalm im Toten Gebirge in der Steiermark, Österreich. Der See liegt auf einer Höhe von 1601 m ü. A. in einer Mulde umgeben von Almen. Mit einer Wasserfläche von 0,4 Hektar ist er der zweitkleinste See am Hochplateau der Tauplitz. Der See hat eine Länge von etwa 80 Metern in west-östlicher Richtung bei einer Breite von maximal etwa 60 Metern. 

## Natur
Im Sommer findet Weidenutzung bis an die Ufer und im Winter Skinutzung der Umgebung statt. Am Ost‐ bis Südufer befindet sich Schwingrasen mit Schnabel-Segge und Sumpf-Blutauge. Die Weidenutzung verursacht Eutrophierung des Gewässers und in manchen Jahren treten dicke, flächendeckende Matten von Fadenalgen im See auf. In Ufernähe treten dichte Laichkrautbestände auf, vor allem wächst Berchtolds Zwerg-Laichkraut, Langblättriges Laichkraut und Durchwachsenes Laichkraut.  